# Resolución 336 del Consejo de Seguridad de las Naciones Unidas
La resolución 336 del Consejo de Seguridad de las Naciones Unidas, adoptada por unanimidad el 18 de julio de 1973, después de examinar la solicitud de las Bahamas para la membresía en las Naciones Unidas, el Consejo recomendó a la Asamblea General que las Bahamas fuesen admitidas.